# Michael Osterholm
Michael Osterholm est un épidémiologue membre de l'Institut de médecine de la National Academy of Sciences, il est aussi directeur du Center for Infectious Disease Research and Policy (CIDRAP) de l’université du Minnesota (Minnesota Department of Health) où il enseigne en tant que professeur sur le thème de la santé publique et maladies infectieuses à la School of Public Health and Medical School. 
C'est un des experts reconnus dans le domaine du risque terroriste, et pandémique, et il a notamment beaucoup travaillé sur le virus H5N1 de la grippe aviaire et sur le risque pandémique lié à la grippe aviaire. 
Il est aussi connu comme coauteur du livre Living Terrors: What America Needs to Know to Survive the Coming Bioterrorist Catastrophe, dans lequel il livre son constat de la préparation existante et nécessaire au risque terroriste (2001).

## Carrière
De 2001 au début 2005, il a été conseiller spécial du secrétaire à la Santé et aux Services sociaux des États-Unis (HHS) Tommy Thompson sur les questions liées à l'état de préparation du pays face au bioterrorisme et en matière de santé publique. 
En 2005, il a été nommé par le nouveau secrétaire à la Santé et aux Services sociaux, Michael Leavitt, membre du Comité consultatif sur la biosécurité récemment créé (National Science Advisory Board on Biosecurity). 
Il a aussi été conseiller personnel du roi Hussein de Jordanie sur les questions de risque terroriste. 

## Publications
- Living Terrors: What America Needs to Know to Survive the Coming Bioterrorist Catastrophe, 2001 (avec John Schwartz)
- Deadliest Enemy: Our War Against Killer Germs, 2017 (avec Mark Olshaker)[2]